# Bertrand de Madaillan d’Estissac
Bertrand de Madaillan d‘Estissac (* um 1460; † zwischen 15. und 22. September 1522) war ein französischer Würdenträger zum Ende des 15. und Beginn des 16. Jahrhunderts.

## Leben
Bertrand de Madaillan d’Estissac war der Sohn von Jean de Madaillan d’Estissac (um 1425 – 19. Juli 1482) und war der ältere Bruder von Geoffroy d’Estissac, Bischof von Maillezais, dem Schutzherrn von Rabelais.
Bertrand de Madaillan war beim Tod seines Vaters 1482 volljährig. Er war Seigneur de Cahuzac, Montclar, Saussignac, Montaut de la Quinte et de Brousse.
Er spielte eine bedeutende Rolle zur Zeit der Könige Karl VIII., Ludwig XII. und Franz I., gehörte zu den Begleitern Karls VIII. bei dessen Feldzug im Königreich Neapel und Ludwigs XII. bei der Eroberung des Herzogtums Mailand, nahm 1499 an der Belagerung von Alessandria teil und 1503 an der von Salses-le-Château im Roussillon. Im Jahr darauf erhielt er die Burg Penne.
Er war Seneschall des Agenais und ab 1513 Seneschall des Périgord. 1514 gab ihm Odet de Foix das Amt seines Stellvertreters (Lieutenant) als Gouverneur von Guyenne. Franz I. ernannte ihn 1516 zum Kammerherrn und 1517 zum Bürgermeister und Kapitän von Bordeaux; er war es, der Jean d’Albret mitteilen musste, dass König Franz I. ihn nicht bei der Rückeroberung des Königreichs Navarra unterstützen könne.
Bertrand de Madaillan d’Estissac verfasste am 15. September 1522 sein Testament und starb noch im gleichen Monat, ab dem 22. September wurde bereits seine Bestattung organisiert.

## Ehe und Familie
Er heiratete mit Ehevertrag vom 5. Juli 1506 Catherine Chabot de Jarnac († vor September 1522), Schwester des Admirals Philippe Chabot, Tochter von Jacques Chabot, Baron de Jarnac, und Madeleine de Luxembourg (Tochter von Thibaut de Luxembourg), die das pikardische Erbe ihrer Mutter mit in die Ehe brachte. Ihre Kinder sind:
- Louis († 1565), 1522 minderjährig, Seigneur d’Estissac, Gouverneur de La Rochelle et d’Aunis, dann Lieutenant-général en Poitou; ⚭ (1) 1527 Antoinette de Daillon, Tochter von Jacques de Daillon du Lude, Seneschall von Anjou, und Jeanne d’Illiers (Haus Daillon); ⚭ (2) Louise de La Béraudière du Rouhet, genannt la belle Rouet, Tochter von Louis de La Béraudière, Marquis de L’Isle-Jourdain, Seigneur de Sourches et de Rouhet, und Louise de La Guiche, sie heiratete 1580 in zweiter Ehe Robert de Combaut, Seigneur d’Arcis-sur-Aube, Premier Maître d’Hôtel du Roi
  - (2) Claude († 21. November 1608), 1588 Baronne d’Estissac; ⚭  27. März 1587 François IV. Comte de La Rochefoucauld, 3. Prince de Marcillac (* wohl 1554, † 15. März 1591), Sohn von François III. de La Rochefoucauld, 2. Prince de Marcillac, und Silvia Pico della Mirandola – ihre Nachkommen sind die Herzöge von La Rochefoucauld und die Herzöge von Estissac etc.[3]
- Arnaud/Arnold († 1569), Abt von Celles, versuchte Bischof von Maillezais als Nachfolger seines Onkels Geoffroy zu werden
- Jean, Dekan von Saint-Hilaire-le-Grand in Poitiers, Prior von Saint-Rémy-sur-Creuse
- Jeanne; ⚭ 10. Januar 1523 Louis de Bideran, Seigneur de La Fortonie